# 中国铁路DK1型蒸汽机车
DK1型蒸汽机车是中国铁路一款干线货运用途煤水车式蒸汽机车，前身为南满州铁道（Dekai，意指Decapod第1型）型蒸汽机车。

## 历史
第一次世界大战期间，由于货运量的增加，南满州铁道于1919年从美国机车公司购入26台P型机车，后于1920年改称型。1921年到1923年间，满铁沙河口工厂生产了36台本型机车。两批机车共计62台，与同期的Mikai型机车均担当干线铁路及安奉铁路长大坡道重载货物列车的牵引任务。1935年，社线向国线让渡15辆机车用于新建铁路。1938年，社线和国线配备的型统编为型。
第二次世界大战结束后，此型机车于1951年被中国铁道部编为ㄉㄎ1（DK1）型，于1959年改称为DK1型，机车具体的编号范围为1-70。有17辆DK1型机车在20世纪80年代于吉林省和辽宁省境内有目击记录，但没有机车保存下来。

## 备注
1. ↑  依南满州铁道机车规则，デカ（发音为Deka）系指 Decapod型（德加宝式，车轮配置2-10-0）之蒸汽机车，之后再以イ（i）、ニ（ni）、サ（sa）、シ（si）、コ（ko）、ロ（ro）、ナ（na）、ハ（ha）、ク（ku）依序代表1～9分型。因此デカイ为Decapod型机车第1型，之前之后以此类推。关于车辆编号，依据南满州铁道于1938年颁布之编号规则，车号范围在1～500属于南满州铁道所有车辆（社线）、501～1500属于满州国国铁所有车辆（国线）、1500以上属于华北交通所有之车辆。
2. ↑  南满洲铁道国线在1935年3月从苏联接收东清铁路后，将原东清铁路型机车编为型（DekaA）。后又将这些机车变为标准轨轨距，于1938年编为（Dekani）型。第二次世界大战结束后，这些机车被中国铁道部编为DK2型。